# Coupe de la Ligue française de football 2012-2013
Navigation
Coupe de la Ligue 2011-2012 Coupe de la Ligue 2013-2014
La Coupe de la Ligue de football 2012-2013 est la 19e édition de la Coupe de la Ligue française de football organisée par la LFP.
La finale a lieu le samedi 20 avril 2013 au Stade de France et voit l'AS Saint-Étienne remporter cette compétition pour la première fois face au Stade rennais FC sur le score de 1 but à 0.

## Déroulement de la compétition

### Calendrier
| Tour                        | Nom                 | Date                          | Participants        |
| Tours préliminaires (2012)  |                     |                               |                     |
| 1                           | Premier tour        | 7 août                        | 24                  |
| 2                           | Deuxième tour       | 28 août                       | 12                  |
| 3                           | Seizièmes de finale | 25 / 26 septembre             | 20 (6+14 de L1)     |
| Phase finale (2012 et 2013) |                     |                               |                     |
| 1                           | Huitièmes de finale | 30 / 31 octobre et 7 novembre | 16 (10+6 Européens) |
| 2                           | Quarts de finale    | 27 / 28 / 29 novembre         | 8                   |
| 3                           | Demi-finales        | 15 / 16 janvier               | 4                   |
| 4                           | Finale              | samedi 20 avril               | 2                   |

### Participants
| Clubs de Ligue 1 (20)                    | arrivent au premier tour |
| arrivent en 8e de finale                 | Clubs de Ligue 2 (20)    |
| ---------------------------------------- | ------------------------ |
| Montpellier HSC                          | SM Caen                  |
| Paris Saint-Germain                      | Dijon FCO                |
| LOSC Lille                               | AJ Auxerre               |
| Olympique lyonnais                       | CS Sedan                 |
| Girondins de Bordeaux                    | Clermont Foot            |
| Olympique de Marseille (Tenant du titre) | Tours FC                 |
| arrivent en 16e de finale                | EA Guingamp              |
| Stade rennais FC                         | AS Monaco FC             |
| AS Saint-Étienne                         | FC Nantes                |
| Toulouse FC                              | FC Istres                |
| Évian Thonon Gaillard FC                 | Angers SCO               |
| AS Nancy-Lorraine                        | RC Lens                  |
| Valenciennes FC                          | AC Arles-Avignon         |
| OGC Nice                                 | LB Châteauroux           |
| FC Sochaux-Montbéliard                   | Le Havre AC              |
| Stade brestois 29                        | Stade lavallois          |
| AC Ajaccio                               | Le Mans FC               |
| FC Lorient                               | Nîmes Olympique          |
| SC Bastia                                | Chamois niortais         |
| Stade de Reims                           | Ajaccio GFC              |
| ES Troyes AC                             | Clubs de National (4)    |
|                                          | FC Metz                  |
|                                          | US Boulogne CO           |
|                                          | Amiens SC                |
|                                          | Vannes OC                |

### Règlement
Chaque tour se déroule en un seul match. En cas d'égalité, une prolongation de 2 périodes de 15 minutes est disputée. Si l'égalité persiste, une séance de tirs au but départage les 2 équipes.

## Résultats

### Tours préliminaires

#### Premier tour
Les 20 équipes de Ligue 2 et les 4 équipes de National débutent cette Coupe de la Ligue.
Ce tour est prévu le mardi 7 août 2012. Le tirage au sort a lieu le mercredi 11 juillet à 13h30 au siège de la Ligue de football professionnel,. En raison de l'indisponibilité du Stade François-Coty, le match Ajaccio GFC-Vannes OC est inversé.
| Mardi 7 août 2012 | SM Caen (L2)            | 2 - 1   | RC Lens (L2) | | |
| 18h45             | Agouazi 35e · Nabab 68e | (1 - 1) | 31e Yahia    | Stade Michel-d'Ornano, Caen Spectateurs : 4 857 Diffuseur : France 4 Arbitrage : Sébastien Moreira | Stade Michel-d'Ornano, Caen Spectateurs : 4 857 Diffuseur : France 4 Arbitrage : Sébastien Moreira |
| 18h45             | Rapport                 |         |              | Stade Michel-d'Ornano, Caen Spectateurs : 4 857 Diffuseur : France 4 Arbitrage : Sébastien Moreira | Stade Michel-d'Ornano, Caen Spectateurs : 4 857 Diffuseur : France 4 Arbitrage : Sébastien Moreira |

| Mardi 7 août 2012 | FC Istres (L2)                 | 1 - 2 a.p.             | Clermont Foot (L2)       |                                                                                |                                                                                |
| 20h00             | Yahia Chrif 27e · Ba 81e, 115e | (1 - 1, 1 - 1 , 1 - 1) | 44e Pinau · 110e Capelle | Stade Parsemain, Fos-sur-Mer Spectateurs : 1 550 Arbitrage : Hakim Ben El Hadj | Stade Parsemain, Fos-sur-Mer Spectateurs : 1 550 Arbitrage : Hakim Ben El Hadj |
| 20h00             | Rapport                        |                        |                          | Stade Parsemain, Fos-sur-Mer Spectateurs : 1 550 Arbitrage : Hakim Ben El Hadj | Stade Parsemain, Fos-sur-Mer Spectateurs : 1 550 Arbitrage : Hakim Ben El Hadj |

| Mardi 7 août 2012 | FC Metz (N)                                | 3 - 2   | CS Sedan (L2)                        |                                                                                            |                                                                                            |
| 20h00             | N'Gbakoto 34e · Bussmann 74e · Sakho 90+3e | (1 - 2) | 41e Makhedjouf · 45+3e (pen.) Diallo | Stade Saint-Symphorien, Longeville-lès-Metz Spectateurs : 4 766 Arbitrage : Olivier Husset | Stade Saint-Symphorien, Longeville-lès-Metz Spectateurs : 4 766 Arbitrage : Olivier Husset |
| 20h00             | Rapport                                    |         |                                      | Stade Saint-Symphorien, Longeville-lès-Metz Spectateurs : 4 766 Arbitrage : Olivier Husset | Stade Saint-Symphorien, Longeville-lès-Metz Spectateurs : 4 766 Arbitrage : Olivier Husset |

| Mardi 7 août 2012 | Tours FC (L2)                                                                   | 3 - 3 a.p. 5 - 4 t. a. b. | Le Havre AC (L2)                                         |                                                                                     |                                                                                     |
| 20h00             | Gamiette pen. 38e · Ketkeophomphone 81e · Ketkeophomphone 82e · Tritz 74e, 113e | (1 - 2, 3 - 3, 3 - 3)     | 20e Malfleury · 45+1e Malfleury · 49e Rivière · 62e Zola | Stade de la Vallée du Cher, Tours Spectateurs : 2 095 Arbitrage : Sébastien Desiage | Stade de la Vallée du Cher, Tours Spectateurs : 2 095 Arbitrage : Sébastien Desiage |
| 20h00             | Rapport                                                                         |                           |                                                          | Stade de la Vallée du Cher, Tours Spectateurs : 2 095 Arbitrage : Sébastien Desiage | Stade de la Vallée du Cher, Tours Spectateurs : 2 095 Arbitrage : Sébastien Desiage |
| 20h00             | Diego · Ketkeophomphone · Moimbé · Biancardini · Gamiette                       | Tirs au but 5 - 4         | Fanchone · Mahrez · Nouri · Fontaine · Mesloub           | Stade de la Vallée du Cher, Tours Spectateurs : 2 095 Arbitrage : Sébastien Desiage | Stade de la Vallée du Cher, Tours Spectateurs : 2 095 Arbitrage : Sébastien Desiage |

| Mardi 7 août 2012 | Stade lavallois (L2)                       | 0 - 0 a.p. 5 - 4 t. a. b. | Le Mans FC (L2)                        |                                                                              |                                                                              |
| 20h00             |                                            | (0 - 0, 0 - 0, 0 - 0)     | 102e, 119e Kanté                       | Stade Francis-Le-Basser, Laval Spectateurs : 3 604 Arbitrage : Mikaël Lesage | Stade Francis-Le-Basser, Laval Spectateurs : 3 604 Arbitrage : Mikaël Lesage |
| 20h00             | Rapport                                    |                           |                                        | Stade Francis-Le-Basser, Laval Spectateurs : 3 604 Arbitrage : Mikaël Lesage | Stade Francis-Le-Basser, Laval Spectateurs : 3 604 Arbitrage : Mikaël Lesage |
| 20h00             | Viale · Goncalves · Mimoun · Rose · Gamboa | Tirs au but 5 - 4         | Derouard · Momi · Sanson · Koné · Sido | Stade Francis-Le-Basser, Laval Spectateurs : 3 604 Arbitrage : Mikaël Lesage | Stade Francis-Le-Basser, Laval Spectateurs : 3 604 Arbitrage : Mikaël Lesage |

| Mardi 7 août 2012 | Angers SCO (L2)                        | 2 - 1 a.p.            | FC Nantes (L2)      |                                                                           |                                                                           |
| 20h00             | Socrier 17e · Zoro 24e, 40e · Dore 91e | (1 - 1, 1 - 1, 2 - 1) | 41e (pen.) Veretout | Stade Jean-Bouin, Angers Spectateurs : 5 310 Arbitrage : Dominique Julien | Stade Jean-Bouin, Angers Spectateurs : 5 310 Arbitrage : Dominique Julien |
| 20h00             | Rapport                                |                       |                     | Stade Jean-Bouin, Angers Spectateurs : 5 310 Arbitrage : Dominique Julien | Stade Jean-Bouin, Angers Spectateurs : 5 310 Arbitrage : Dominique Julien |

| Mardi 7 août 2012 | Nîmes Olympique (L2)                                    | 1 - 1 a.p. 5 - 6 t. a. b. | AS Monaco FC (L2)                                |                                                                                  |                                                                                  |
| 20h00             | Thibault 44e                                            | (1 - 0, 1 - 1, 1 - 1)     | 71e Barazite                                     | Stade des Costières, Nîmes Spectateurs : 5 825 Arbitrage : Jean-Charles Cailleux | Stade des Costières, Nîmes Spectateurs : 5 825 Arbitrage : Jean-Charles Cailleux |
| 20h00             | Rapport                                                 |                           |                                                  | Stade des Costières, Nîmes Spectateurs : 5 825 Arbitrage : Jean-Charles Cailleux | Stade des Costières, Nîmes Spectateurs : 5 825 Arbitrage : Jean-Charles Cailleux |
| 20h00             | Stosic · Benyahia · Parpeix · Robail · Amewou · Benezet | Tirs au but 5 - 6         | Adriano · Dumont · Raggi · Touré · Labor · Mendy | Stade des Costières, Nîmes Spectateurs : 5 825 Arbitrage : Jean-Charles Cailleux | Stade des Costières, Nîmes Spectateurs : 5 825 Arbitrage : Jean-Charles Cailleux |

| Mardi 7 août 2012 | Chamois niortais (L2)                    | 0 - 0 a.p. 3 - 2 t. a. b. | US Boulogne CO (N)                               |                                                                          |                                                                          |
| 20h00             |                                          | (0 - 0, 0 - 0, 0 - 0)     |                                                  | Stade René-Gaillard, Niort Spectateurs : 2 056 Arbitrage : Florent Batta | Stade René-Gaillard, Niort Spectateurs : 2 056 Arbitrage : Florent Batta |
| 20h00             | Rapport                                  |                           |                                                  | Stade René-Gaillard, Niort Spectateurs : 2 056 Arbitrage : Florent Batta | Stade René-Gaillard, Niort Spectateurs : 2 056 Arbitrage : Florent Batta |
| 20h00             | Roye · Diaw · Pallois · Hébras · Gastien | Tirs au but 3 - 2         | Loriot · Allart · Oliveira · Chadili · Boulenger | Stade René-Gaillard, Niort Spectateurs : 2 056 Arbitrage : Florent Batta | Stade René-Gaillard, Niort Spectateurs : 2 056 Arbitrage : Florent Batta |

| Mardi 7 août 2012 | Amiens SC (N) | 1 - 2   | AJ Auxerre (L2)          |                                                                            |                                                                            |
| 20h00             | Lacourt 55e   | (0 - 1) | 29e Mandjeck · 48e Meïté | Stade de la Licorne, Amiens Spectateurs : 2 477 Arbitrage : Amaury Delerue | Stade de la Licorne, Amiens Spectateurs : 2 477 Arbitrage : Amaury Delerue |
| 20h00             | Rapport       |         |                          | Stade de la Licorne, Amiens Spectateurs : 2 477 Arbitrage : Amaury Delerue | Stade de la Licorne, Amiens Spectateurs : 2 477 Arbitrage : Amaury Delerue |

| Mardi 7 août 2012 | LB Châteauroux (L2)                 | 2 - 2 a.p. 2 - 4 t. a. b. | Dijon FCO (L2)                            |                                                                               |                                                                               |
| 20h00             | Essombé 7e · Orinel 69e (pen.)      | (1 - 1, 2 - 2, 2 - 2)     | 12e Koné · 83e Thil                       | Stade Gaston-Petit, Châteauroux Spectateurs : 2 853 Arbitrage : William Lavis | Stade Gaston-Petit, Châteauroux Spectateurs : 2 853 Arbitrage : William Lavis |
| 20h00             | Rapport                             |                           |                                           | Stade Gaston-Petit, Châteauroux Spectateurs : 2 853 Arbitrage : William Lavis | Stade Gaston-Petit, Châteauroux Spectateurs : 2 853 Arbitrage : William Lavis |
| 20h00             | Neves · Hautcœur · Jeannot · Orinel | Tirs au but 2 - 4         | Tavarès · Guerbert · Mollet · Thil · Koné | Stade Gaston-Petit, Châteauroux Spectateurs : 2 853 Arbitrage : William Lavis | Stade Gaston-Petit, Châteauroux Spectateurs : 2 853 Arbitrage : William Lavis |

| Mardi 7 août 2012 | Vannes OC (N)                                                                        | 3 - 3 a.p. 7 - 8 t. a. b. | Ajaccio GFC (L2)                                                                      |                                                                          |                                                                          |
| 20h00             | Haquin 15e · Haquin 50e · Haquin 67e                                                 | (1 - 1, 3 - 3, 3 - 3)     | 28e Mandrichi · 69e (pen.) Verdier · 81e Colloredo                                    | Stade de la Rabine, Vannes Spectateurs : 1 114 Arbitrage : Wilfried Bien | Stade de la Rabine, Vannes Spectateurs : 1 114 Arbitrage : Wilfried Bien |
| 20h00             | Rapport                                                                              |                           |                                                                                       | Stade de la Rabine, Vannes Spectateurs : 1 114 Arbitrage : Wilfried Bien | Stade de la Rabine, Vannes Spectateurs : 1 114 Arbitrage : Wilfried Bien |
| 20h00             | Diguiny · Youssouf · N'Diaye · Jarsalé · Gaffory · Bonnet · Reydel · Haquin · Ponroy | Tirs au but 7 - 8         | Bocognano · Colloredo · Seymand · Dufau · Verdier · Poggi · Touré · Mandrichi · Maury | Stade de la Rabine, Vannes Spectateurs : 1 114 Arbitrage : Wilfried Bien | Stade de la Rabine, Vannes Spectateurs : 1 114 Arbitrage : Wilfried Bien |

| Mardi 7 août 2012 | AC Arles-Avignon (L2) | 1 - 0   | EA Guingamp (L2) |                                                                                 |                                                                                 |
| 20h00             | Douniama 82e          | (0 - 0) |                  | Parc des Sports, Avignon Spectateurs : 1 285 Arbitrage : Alexandre Perreau Niel | Parc des Sports, Avignon Spectateurs : 1 285 Arbitrage : Alexandre Perreau Niel |
| 20h00             | Rapport               |         |                  | Parc des Sports, Avignon Spectateurs : 1 285 Arbitrage : Alexandre Perreau Niel | Parc des Sports, Avignon Spectateurs : 1 285 Arbitrage : Alexandre Perreau Niel |

#### Deuxième tour
Les six rencontres se jouent le mardi 28 août.
Le tirage au sort a eu lieu immédiatement après celui du premier tour, le mercredi 11 juillet au siège de la Ligue de football professionnel. En raison de la Supercoupe d'Europe qui se déroule le 31 août 2012 au Stade Louis-II, le match 
AS Monaco FC - Chamois niortais est inversé.
| Mardi 28 août 2012 | FC Metz (N)  | 1 - 0   | Tours FC (L2) |                                                                                             |                                                                                             |
| 20h00              | Bussmann 84e | (0 - 0) |               | Stade Saint-Symphorien, Longeville-lès-Metz Spectateurs : 6 196 Arbitrage : Abdelali Chaoui | Stade Saint-Symphorien, Longeville-lès-Metz Spectateurs : 6 196 Arbitrage : Abdelali Chaoui |
| 20h00              | Rapport      |         |               | Stade Saint-Symphorien, Longeville-lès-Metz Spectateurs : 6 196 Arbitrage : Abdelali Chaoui | Stade Saint-Symphorien, Longeville-lès-Metz Spectateurs : 6 196 Arbitrage : Abdelali Chaoui |

| Mardi 28 août 2012 | Clermont Foot (L2) | 0 - 1   | SM Caen (L2) |                                                                                         |                                                                                         |
| 20h00              |                    | (0 - 0) | 88e Wagué    | Stade Gabriel-Montpied, Clermont-Ferrand Spectateurs : 1 561 Arbitrage : Olivier Husset | Stade Gabriel-Montpied, Clermont-Ferrand Spectateurs : 1 561 Arbitrage : Olivier Husset |
| 20h00              | Rapport            |         |              | Stade Gabriel-Montpied, Clermont-Ferrand Spectateurs : 1 561 Arbitrage : Olivier Husset | Stade Gabriel-Montpied, Clermont-Ferrand Spectateurs : 1 561 Arbitrage : Olivier Husset |

| Mardi 28 août 2012 | Stade lavallois (L2) | 0 - 2   | Angers SCO (L2)        |                                                                                       |                                                                                       |
| 20h00              |                      | (0 - 0) | 46e Keserü · 68e Diers | Stade Francis-Le-Basser, Laval Spectateurs : 4 170 Arbitrage : Alexandre Perreau Niel | Stade Francis-Le-Basser, Laval Spectateurs : 4 170 Arbitrage : Alexandre Perreau Niel |
| 20h00              | Rapport              |         |                        | Stade Francis-Le-Basser, Laval Spectateurs : 4 170 Arbitrage : Alexandre Perreau Niel | Stade Francis-Le-Basser, Laval Spectateurs : 4 170 Arbitrage : Alexandre Perreau Niel |

| Mardi 28 août 2012 | Chamois niortais (L2) | 1 - 2   | AS Monaco FC (L2)      |                                                                          |                                                                          |
| 20h00              | Durak 50e             | (0 - 1) | 2e Touré · 47e Poulsen | Stade René-Gaillard, Niort Spectateurs : 6 252 Arbitrage : Benoît Millot | Stade René-Gaillard, Niort Spectateurs : 6 252 Arbitrage : Benoît Millot |
| 20h00              | Rapport               |         |                        | Stade René-Gaillard, Niort Spectateurs : 6 252 Arbitrage : Benoît Millot | Stade René-Gaillard, Niort Spectateurs : 6 252 Arbitrage : Benoît Millot |

| Mardi 28 août 2012 | GFC Ajaccio (L2) | 1 - 2   | AC Arles-Avignon (L2)     |                                                                           |                                                                           |
| 20h00              | Romey 87e        | (0 - 1) | 31e Suarez · 84e Douniama | Stade François-Coty, Ajaccio Spectateurs : 1 205 Arbitrage : Tony Chapron | Stade François-Coty, Ajaccio Spectateurs : 1 205 Arbitrage : Tony Chapron |
| 20h00              | Rapport          |         |                           | Stade François-Coty, Ajaccio Spectateurs : 1 205 Arbitrage : Tony Chapron | Stade François-Coty, Ajaccio Spectateurs : 1 205 Arbitrage : Tony Chapron |

| Mardi 28 août 2012 | AJ Auxerre (L2)              | 2 - 1   | Dijon FCO (L2) | | |
| 20h00              | Hengbart 30e · Jullien 90+2e | (1 - 0) | 75e Tavarès    | Stade de l'Abbé-Deschamps, Auxerre Spectateurs : 5 532 Diffuseur : France 4 Arbitrage : Wilfried Bien | Stade de l'Abbé-Deschamps, Auxerre Spectateurs : 5 532 Diffuseur : France 4 Arbitrage : Wilfried Bien |
| 20h00              | Rapport                      |         |                | Stade de l'Abbé-Deschamps, Auxerre Spectateurs : 5 532 Diffuseur : France 4 Arbitrage : Wilfried Bien | Stade de l'Abbé-Deschamps, Auxerre Spectateurs : 5 532 Diffuseur : France 4 Arbitrage : Wilfried Bien |

### Phase finale

#### Seizièmes de finale
Les 10 rencontres sont prévues les mardi 25 et mercredi 26 septembre 2012. Les six vainqueurs du deuxième tour sont rejoints par les 14 équipes de Ligue 1 qui ne participent à aucune Coupe d'Europe. Le tirage au sort a lieu le jeudi 30 août à 12h00.
| Mardi 25 septembre 2012 | AJ Auxerre (L2)                              | 2 - 0   | Angers SCO (L2) |                                                                                      |                                                                                      |
| 20h00                   | Mandjeck 15e · Ntep 18e · Makengo 52e (pen.) | (1 - 0) |                 | Stade de l'Abbé-Deschamps, Auxerre Spectateurs : 4 680 Arbitrage : Sébastien Desiage | Stade de l'Abbé-Deschamps, Auxerre Spectateurs : 4 680 Arbitrage : Sébastien Desiage |
| 20h00                   | Rapport                                      |         |                 | Stade de l'Abbé-Deschamps, Auxerre Spectateurs : 4 680 Arbitrage : Sébastien Desiage | Stade de l'Abbé-Deschamps, Auxerre Spectateurs : 4 680 Arbitrage : Sébastien Desiage |

| Mardi 25 septembre 2012 | SC Bastia (L1)                           | 3 - 0   | FC Metz (N) |                                                                            |                                                                            |
| 20h00                   | Maoulida 2e · Modeste 47e · Maoulida 50e | (1 - 0) | 18e Bamba   | Stade Armand-Cesari, Furiani Spectateurs : 2 095 Arbitrage : Olivier Thual | Stade Armand-Cesari, Furiani Spectateurs : 2 095 Arbitrage : Olivier Thual |
| 20h00                   | Rapport                                  |         |             | Stade Armand-Cesari, Furiani Spectateurs : 2 095 Arbitrage : Olivier Thual | Stade Armand-Cesari, Furiani Spectateurs : 2 095 Arbitrage : Olivier Thual |

| Mardi 25 septembre 2012 | Stade rennais FC (L1)                      | 3 - 2   | AS Nancy-Lorraine (L1)    | | |
| 20h45                   | Alessandrini 16e · Erding 27e · Erding 47e | (2 - 1) | 14e Bakar · 84e Moukandjo | Stade de la route de Lorient, Rennes Spectateurs : 8 458 Diffuseur : France 4 Arbitrage : Alexandre Castro | Stade de la route de Lorient, Rennes Spectateurs : 8 458 Diffuseur : France 4 Arbitrage : Alexandre Castro |
| 20h45                   | Rapport                                    |         |                           | Stade de la route de Lorient, Rennes Spectateurs : 8 458 Diffuseur : France 4 Arbitrage : Alexandre Castro | Stade de la route de Lorient, Rennes Spectateurs : 8 458 Diffuseur : France 4 Arbitrage : Alexandre Castro |

| Mercredi 26 septembre 2012 | Stade brestois 29 (L1)                   | 2 - 4   | OGC Nice (L1)                                                      |                                                                                                 |                                                                                                 |
| 18h00                      | Ospina 26e (csc) · Ayité 54e · Touré 72e | (1 - 3) | 10e Kolodziejczak · 37e Cvitanich · 43e Cvitanich · 90+2e Eysseric | Stade Francis-Le Blé, Brest Spectateurs : 10 360 Diffuseur : France 4 Arbitrage : Mikaël Lesage | Stade Francis-Le Blé, Brest Spectateurs : 10 360 Diffuseur : France 4 Arbitrage : Mikaël Lesage |
| 18h00                      | Rapport                                  |         |                                                                    | Stade Francis-Le Blé, Brest Spectateurs : 10 360 Diffuseur : France 4 Arbitrage : Mikaël Lesage | Stade Francis-Le Blé, Brest Spectateurs : 10 360 Diffuseur : France 4 Arbitrage : Mikaël Lesage |

| Mercredi 26 septembre 2012 | AC Arles-Avignon (L2)   | 2 - 1   | AC Ajaccio (L1) |                                                                     |                                                                     |
| 20h00                      | Dalé 60e · Draman 90+4e | (0 - 0) | 86e Faty        | Parc des Sports, Avignon Spectateurs : 437 Arbitrage : Ruddy Buquet | Parc des Sports, Avignon Spectateurs : 437 Arbitrage : Ruddy Buquet |
| 20h00                      | Rapport                 |         |                 | Parc des Sports, Avignon Spectateurs : 437 Arbitrage : Ruddy Buquet | Parc des Sports, Avignon Spectateurs : 437 Arbitrage : Ruddy Buquet |

| Mercredi 26 septembre 2012 | FC Sochaux-Montbéliard (L1)                       | 3 - 2 a.p.            | Évian Thonon Gaillard FC (L1)           | | |
| 20h55                      | Boudebouz 33e (pen.) · Bakambu 70e · Bakambu 102e | (1 - 2, 2 - 2, 3 - 2) | 2e (pen.) Mongongu · 42e (pen.) Khalifa | Stade Auguste-Bonal, Montbéliard Spectateurs : 5 692 Diffuseur : France 3 Arbitrage : Bartolomeu Varela | Stade Auguste-Bonal, Montbéliard Spectateurs : 5 692 Diffuseur : France 3 Arbitrage : Bartolomeu Varela |
| 20h55                      | Rapport                                           |                       |                                         | Stade Auguste-Bonal, Montbéliard Spectateurs : 5 692 Diffuseur : France 3 Arbitrage : Bartolomeu Varela | Stade Auguste-Bonal, Montbéliard Spectateurs : 5 692 Diffuseur : France 3 Arbitrage : Bartolomeu Varela |

| Mercredi 26 septembre 2012 | Stade de Reims (L1) | 1 - 2   | ES Troyes AC (L1)       |                                                                                                   |                                                                                                   |
| 20h55                      | Fauvergue 19e       | (1 - 1) | 23e Ngoyi · 67e Yattara | Stade Auguste-Delaune, Reims Spectateurs : 6 175 Diffuseur : France 3 Arbitrage : Lionel Jaffredo | Stade Auguste-Delaune, Reims Spectateurs : 6 175 Diffuseur : France 3 Arbitrage : Lionel Jaffredo |
| 20h55                      | Rapport             |         |                         | Stade Auguste-Delaune, Reims Spectateurs : 6 175 Diffuseur : France 3 Arbitrage : Lionel Jaffredo | Stade Auguste-Delaune, Reims Spectateurs : 6 175 Diffuseur : France 3 Arbitrage : Lionel Jaffredo |

| Mercredi 26 septembre 2012 | FC Lorient (L1)              | 1 - 1 a.p. 0 - 3 t. a. b. | AS Saint-Étienne (L1)     |                                                                                                |                                                                                                |
| 20h55                      | Sunu 27e                     | (1 - 0, 1 - 1, 1 - 1)     | 54e Brandão               | Stade du Moustoir, Lorient Spectateurs : 12 521 Diffuseur : France 3 Arbitrage : Benoît Millot | Stade du Moustoir, Lorient Spectateurs : 12 521 Diffuseur : France 3 Arbitrage : Benoît Millot |
| 20h55                      | Rapport                      |                           |                           | Stade du Moustoir, Lorient Spectateurs : 12 521 Diffuseur : France 3 Arbitrage : Benoît Millot | Stade du Moustoir, Lorient Spectateurs : 12 521 Diffuseur : France 3 Arbitrage : Benoît Millot |
| 20h55                      | Aliadière · Lautoa · Corgnet | Tirs au but 0 - 3         | Cohade · Ghoulam · Mignot | Stade du Moustoir, Lorient Spectateurs : 12 521 Diffuseur : France 3 Arbitrage : Benoît Millot | Stade du Moustoir, Lorient Spectateurs : 12 521 Diffuseur : France 3 Arbitrage : Benoît Millot |

| Mercredi 26 septembre 2012 | SM Caen (L2) | 0 - 1   | Toulouse FC (L1) |                                                                                                 |                                                                                                 |
| 20h55                      |              | (0 - 0) | 84e Djaló        | Stade Michel-d'Ornano, Caen Spectateurs : 4 333 Diffuseur : France 3 Arbitrage : Benoît Bastien | Stade Michel-d'Ornano, Caen Spectateurs : 4 333 Diffuseur : France 3 Arbitrage : Benoît Bastien |
| 20h55                      | Rapport      |         |                  | Stade Michel-d'Ornano, Caen Spectateurs : 4 333 Diffuseur : France 3 Arbitrage : Benoît Bastien | Stade Michel-d'Ornano, Caen Spectateurs : 4 333 Diffuseur : France 3 Arbitrage : Benoît Bastien |

| Mercredi 26 septembre 2012 | AS Monaco FC (L2)                                                    | 4 - 2 a.p.            | Valenciennes FC (L1)      |                                                                                           |                                                                                           |
| 20h55                      | Touré 39e · Ferreira Carrasco 45e (pen.) · Ocampos 104e · Touré 120e | (2 - 2, 2 - 2, 3 - 2) | 5e Danic · 32e (csc) Wolf | Stade Louis-II, Monaco Spectateurs : 4 456 Diffuseur : France 3 Arbitrage : Philippe Kalt | Stade Louis-II, Monaco Spectateurs : 4 456 Diffuseur : France 3 Arbitrage : Philippe Kalt |
| 20h55                      | Rapport                                                              |                       |                           | Stade Louis-II, Monaco Spectateurs : 4 456 Diffuseur : France 3 Arbitrage : Philippe Kalt | Stade Louis-II, Monaco Spectateurs : 4 456 Diffuseur : France 3 Arbitrage : Philippe Kalt |

#### Huitièmes de finale
Les huitièmes de finale se déroulent les mardi 30 octobre et mercredi 31 octobre 2012. Ce tour signifie l'arrivée des six clubs « européens ». Les quatre premiers de la dernière Ligue 1 2011-2012 (Montpellier, le Paris Saint-Germain, le LOSC Lille Métropole et l’Olympique lyonnais) ont le statut de tête de série : ils ne peuvent s'affronter.
Le tirage au sort a lieu immédiatement après la fin des seizièmes de finale. Il est effectué par Assia El Hannouni, athlète octuple championne olympique aux jeux paralympiques.
Le match SC Bastia-AJ Auxerre est reporté pour cause de terrain impraticable.
| Mardi 30 octobre 2012 | FC Sochaux-Montbéliard (L1) | 0 - 3   | AS Saint-Étienne (L1)                  | | |
| 18h00                 |                             | (0 - 1) | 10e Hamouma · 67e Hamouma · 88e Alonso | Stade Auguste-Bonal, Montbéliard Spectateurs : 7 244 Diffuseur : France 4 Arbitrage : Benoît Bastien | Stade Auguste-Bonal, Montbéliard Spectateurs : 7 244 Diffuseur : France 4 Arbitrage : Benoît Bastien |
| 18h00                 | Rapport                     |         |                                        | Stade Auguste-Bonal, Montbéliard Spectateurs : 7 244 Diffuseur : France 4 Arbitrage : Benoît Bastien | Stade Auguste-Bonal, Montbéliard Spectateurs : 7 244 Diffuseur : France 4 Arbitrage : Benoît Bastien |

| Mardi 30 octobre 2012 | AS Monaco FC (L2)            | 1 - 2   | ES Troyes AC (L1)                         |                                                                         |                                                                         |
| 20h00                 | Ferreira Carrasco 26e (pen.) | (1 - 0) | 65e Rincón · 81e Othon · 38e, 88e Yattara | Stade Louis-II, Monaco Spectateurs : 5 103 Arbitrage : Alexandre Castro | Stade Louis-II, Monaco Spectateurs : 5 103 Arbitrage : Alexandre Castro |
| 20h00                 | Rapport                      |         |                                           | Stade Louis-II, Monaco Spectateurs : 5 103 Arbitrage : Alexandre Castro | Stade Louis-II, Monaco Spectateurs : 5 103 Arbitrage : Alexandre Castro |

| Mardi 30 octobre 2012 | Stade rennais FC (L1) | 1 - 0   | AC Arles-Avignon (L2) |                                                                                   |                                                                                   |
| 18h00                 | Alessandrini 18e      | (1 - 0) |                       | Stade de la route de Lorient, Rennes Spectateurs : 8 524 Arbitrage : Saïd Ennjimi | Stade de la route de Lorient, Rennes Spectateurs : 8 524 Arbitrage : Saïd Ennjimi |
| 18h00                 | Rapport               |         |                       | Stade de la route de Lorient, Rennes Spectateurs : 8 524 Arbitrage : Saïd Ennjimi | Stade de la route de Lorient, Rennes Spectateurs : 8 524 Arbitrage : Saïd Ennjimi |

| Mardi 30 octobre 2012 | LOSC Lille (L1) | 1 - 0 a.p.            | Toulouse FC (L1) | | |
| 20h50                 | Roux 117e       | (0 - 0, 0 - 0, 0 - 0) |                  | Grand Stade Lille Métropole, Villeneuve-d'Ascq Spectateurs : 21 653 Diffuseur : France 4 Arbitrage : Laurent Duhamel | Grand Stade Lille Métropole, Villeneuve-d'Ascq Spectateurs : 21 653 Diffuseur : France 4 Arbitrage : Laurent Duhamel |
| 20h50                 | Rapport         |                       |                  | Grand Stade Lille Métropole, Villeneuve-d'Ascq Spectateurs : 21 653 Diffuseur : France 4 Arbitrage : Laurent Duhamel | Grand Stade Lille Métropole, Villeneuve-d'Ascq Spectateurs : 21 653 Diffuseur : France 4 Arbitrage : Laurent Duhamel |

| Mercredi 31 octobre 2012 | OGC Nice (L1)                                | 3 - 1   | Olympique lyonnais (L1)     |                                                                                           |                                                                                           |
| 17h00                    | Eysseric 6e · Traoré 9e (pen.) · Civelli 15e | (3 - 1) | 7e Gomis · 15e, 89e Biševac | Stade du Ray, Nice Spectateurs : 8 466 Diffuseur : France 2 Arbitrage : Nicolas Rainville | Stade du Ray, Nice Spectateurs : 8 466 Diffuseur : France 2 Arbitrage : Nicolas Rainville |
| 17h00                    | Rapport                                      |         |                             | Stade du Ray, Nice Spectateurs : 8 466 Diffuseur : France 2 Arbitrage : Nicolas Rainville | Stade du Ray, Nice Spectateurs : 8 466 Diffuseur : France 2 Arbitrage : Nicolas Rainville |

| Mercredi 31 octobre 2012 | Montpellier HSC (L1)             | 1 - 0   | Girondins de Bordeaux (L1) | | |
| 18h45                    | Tinhan 61e · Jeunechamp 19e, 82e | (0 - 0) |                            | Stade de la Mosson, Montpellier Spectateurs : 7 339 Diffuseur : France 4 Arbitrage : Bartolomeu Varela | Stade de la Mosson, Montpellier Spectateurs : 7 339 Diffuseur : France 4 Arbitrage : Bartolomeu Varela |
| 18h45                    | Rapport                          |         |                            | Stade de la Mosson, Montpellier Spectateurs : 7 339 Diffuseur : France 4 Arbitrage : Bartolomeu Varela | Stade de la Mosson, Montpellier Spectateurs : 7 339 Diffuseur : France 4 Arbitrage : Bartolomeu Varela |

| Mercredi 31 octobre 2012 | Paris Saint-Germain (L1)                   | 2 - 0   | Olympique de Marseille (L1) |                                                                                              |                                                                                              |
| 20h55                    | Thiago Silva 29e (pen.) · Jérémy Ménez 50e | (1 - 0) | 27e Fanni                   | Parc des Princes, Paris Spectateurs : 43 753 Diffuseur : France 3 Arbitrage : Antony Gautier | Parc des Princes, Paris Spectateurs : 43 753 Diffuseur : France 3 Arbitrage : Antony Gautier |
| 20h55                    | Rapport                                    |         |                             | Parc des Princes, Paris Spectateurs : 43 753 Diffuseur : France 3 Arbitrage : Antony Gautier | Parc des Princes, Paris Spectateurs : 43 753 Diffuseur : France 3 Arbitrage : Antony Gautier |

| Mercredi 7 novembre 2012 | SC Bastia (L1) | 1 - 0   | AJ Auxerre (L2) |                                                                            |                                                                            |
| 20h00                    | Modeste 83e    | (0 - 0) |                 | Stade Armand-Cesari, Furiani Spectateurs : 7 282 Arbitrage : Wilfried Bien | Stade Armand-Cesari, Furiani Spectateurs : 7 282 Arbitrage : Wilfried Bien |
| 20h00                    | Rapport        |         |                 | Stade Armand-Cesari, Furiani Spectateurs : 7 282 Arbitrage : Wilfried Bien | Stade Armand-Cesari, Furiani Spectateurs : 7 282 Arbitrage : Wilfried Bien |

#### Quarts de finale
Les quarts de finale se déroulent les mardi 27 novembre et mercredi 28 novembre 2012. Le tirage au sort est intégral. Il a lieu immédiatement après la fin du huitième de finale entre le Paris Saint-Germain et l'Olympique de Marseille. Il est effectué par les acteurs de la série Fais pas ci, fais pas ça Bruno Salomone et Guillaume de Tonquédec.
| Mardi 27 novembre 2012 | AS Saint-Étienne (L1)                            | 0 - 0 a.p. 5 - 3 t. a. b. | Paris Saint-Germain (L1)                   | | |
| 20h55                  |                                                  | (0 - 0, 0 - 0, 0 - 0)     |                                            | Stade Geoffroy-Guichard, Saint-Étienne Spectateurs : 25 306 Diffuseur : France 3 Arbitrage : Lionel Jaffredo | Stade Geoffroy-Guichard, Saint-Étienne Spectateurs : 25 306 Diffuseur : France 3 Arbitrage : Lionel Jaffredo |
| 20h55                  | Rapport                                          |                           |                                            | Stade Geoffroy-Guichard, Saint-Étienne Spectateurs : 25 306 Diffuseur : France 3 Arbitrage : Lionel Jaffredo | Stade Geoffroy-Guichard, Saint-Étienne Spectateurs : 25 306 Diffuseur : France 3 Arbitrage : Lionel Jaffredo |
| 20h55                  | Cohade · Ghoulam · Brandão · Perrin · Aubameyang | Tirs au but 5 - 3         | Ibrahimović · Nenê · Thiago Silva · Armand | Stade Geoffroy-Guichard, Saint-Étienne Spectateurs : 25 306 Diffuseur : France 3 Arbitrage : Lionel Jaffredo | Stade Geoffroy-Guichard, Saint-Étienne Spectateurs : 25 306 Diffuseur : France 3 Arbitrage : Lionel Jaffredo |

| Mercredi 28 novembre 2012 | Montpellier HSC (L1)                   | 3 - 2   | OGC Nice (L1)                     | | |
| 17h00                     | Cabella 30e · Herrera 52e · Tinhan 83e | (1 - 1) | 22e Bosetti · 66e (pen.) Bauthéac | Stade de la Mosson, Montpellier Spectateurs : 6 658 Diffuseur : France 2 Arbitrage : Fredy Fautrel | Stade de la Mosson, Montpellier Spectateurs : 6 658 Diffuseur : France 2 Arbitrage : Fredy Fautrel |
| 17h00                     | Rapport                                |         |                                   | Stade de la Mosson, Montpellier Spectateurs : 6 658 Diffuseur : France 2 Arbitrage : Fredy Fautrel | Stade de la Mosson, Montpellier Spectateurs : 6 658 Diffuseur : France 2 Arbitrage : Fredy Fautrel |

| Mercredi 28 novembre 2012 | SC Bastia (L1) | 0 - 3   | LOSC Lille (L1)                      |                                                                                                |                                                                                                |
| 18h45                     |                | (0 - 1) | 11e Bruno · 62e Rodelin · 84e Sidibé | Stade Armand-Cesari, Furiani Spectateurs : 6 910 Diffuseur : France 4 Arbitrage : Tony Chapron | Stade Armand-Cesari, Furiani Spectateurs : 6 910 Diffuseur : France 4 Arbitrage : Tony Chapron |
| 18h45                     | Rapport        |         |                                      | Stade Armand-Cesari, Furiani Spectateurs : 6 910 Diffuseur : France 4 Arbitrage : Tony Chapron | Stade Armand-Cesari, Furiani Spectateurs : 6 910 Diffuseur : France 4 Arbitrage : Tony Chapron |

| Jeudi 29 novembre 2012 | Stade rennais FC (L1)          | 2 - 1   | ES Troyes AC(L1) | | |
| 20h55                  | Pitroipa 8e · Alessandrini 88e | (1 - 1) | 22e Jean         | Stade de la route de Lorient, Rennes Spectateurs : 7 338 Diffuseur : France 4 Arbitrage : Jean-Charles Cailleux | Stade de la route de Lorient, Rennes Spectateurs : 7 338 Diffuseur : France 4 Arbitrage : Jean-Charles Cailleux |
| 20h55                  | Rapport                        |         |                  | Stade de la route de Lorient, Rennes Spectateurs : 7 338 Diffuseur : France 4 Arbitrage : Jean-Charles Cailleux | Stade de la route de Lorient, Rennes Spectateurs : 7 338 Diffuseur : France 4 Arbitrage : Jean-Charles Cailleux |

#### Demi-finales
Les demi-finales se déroulent le mardi 15 et le mercredi 16 janvier 2013.
Le tirage au sort a lieu immédiatement après la fin du quart de finale entre le Stade rennais FC et l'ES Troyes AC. Il est effectué par le navigateur Michel Desjoyeaux.
| Mardi 15 janvier 2013 | AS Saint-Étienne (L1)                                                      | 0 - 0 a.p. 7 - 6 t. a. b. | LOSC Lille (L1)                                                     | | |
| 20h55                 |                                                                            | (0 - 0, 0 - 0, 0 - 0)     |                                                                     | Stade Geoffroy-Guichard, Saint-Étienne Spectateurs : 23 011 Diffuseur : France 3 Arbitrage : Clément Turpin | Stade Geoffroy-Guichard, Saint-Étienne Spectateurs : 23 011 Diffuseur : France 3 Arbitrage : Clément Turpin |
| 20h55                 | Rapport                                                                    |                           |                                                                     | Stade Geoffroy-Guichard, Saint-Étienne Spectateurs : 23 011 Diffuseur : France 3 Arbitrage : Clément Turpin | Stade Geoffroy-Guichard, Saint-Étienne Spectateurs : 23 011 Diffuseur : France 3 Arbitrage : Clément Turpin |
| 20h55                 | Cohade · Mollo · Perrin · Mayi · Aubameyang · Guilavogui · Clément · Clerc | Tirs au but 7 - 6         | Chedjou · Baša · Bruno · Rodelin · Balmont · Mavuba · Béria · Gueye | Stade Geoffroy-Guichard, Saint-Étienne Spectateurs : 23 011 Diffuseur : France 3 Arbitrage : Clément Turpin | Stade Geoffroy-Guichard, Saint-Étienne Spectateurs : 23 011 Diffuseur : France 3 Arbitrage : Clément Turpin |

| Mercredi 16 janvier 2013 | Stade rennais FC (L1) | 2 - 0   | Montpellier HSC (L1) | | |
| 21h00                    | Féret 7e · Erding 51e | (1 - 0) |                      | Stade de la route de Lorient, Rennes Spectateurs : 28 028 Diffuseur : France 2 Arbitrage : Stéphane Lannoy | Stade de la route de Lorient, Rennes Spectateurs : 28 028 Diffuseur : France 2 Arbitrage : Stéphane Lannoy |
| 21h00                    | Rapport               |         |                      | Stade de la route de Lorient, Rennes Spectateurs : 28 028 Diffuseur : France 2 Arbitrage : Stéphane Lannoy | Stade de la route de Lorient, Rennes Spectateurs : 28 028 Diffuseur : France 2 Arbitrage : Stéphane Lannoy |

#### Finale
La finale se déroule le samedi 20 avril 2013. Un tirage au sort eut lieu le 31 janvier 2013 afin de désigner l'équipe (ici l'AS Saint-Étienne) jouant protocolairement « à domicile » la finale (choix des vestiaires, des plages d'entraînement et des maillots). Un coup d'envoi fictif fut donné par François Gabart, vainqueur du Vendée Globe 2012-2013, et Armel Le Cléac'h, son dauphin.
| Samedi 20 avril 2013 | AS Saint-Étienne (L1) | 1 – 0 | Stade rennais FC (L1) | Stade de France, Saint-Denis                  |                                               |
| 21:00 CEST           | Brandão 18e           |       |                       | Spectateurs : 79 087 Arbitrage : Ruddy Buquet | Spectateurs : 79 087 Arbitrage : Ruddy Buquet |
| 21:00 CEST           | Rapport               |       |                       | Spectateurs : 79 087 Arbitrage : Ruddy Buquet | Spectateurs : 79 087 Arbitrage : Ruddy Buquet |

| Saint-Étienne | Rennes |

| Gardien de but     | 16 | Stéphane Ruffier          |  |     |
| D                  | 29 | François Clerc            |  |     |
| D                  | 4  | Kurt Zouma                |  |     |
| D                  | 20 | Jonathan Brison           |  |     |
| D                  | 24 | Loïc Perrin               |  |     |
| M                  | 10 | Renaud Cohade             |  |     |
| M                  | 11 | Yohan Mollo               |  | 74e |
| M                  | 18 | Fabien Lemoine            |  |     |
| M                  | 19 | Josuha Guilavogui         |  |     |
| A                  | 7  | Pierre-Emerick Aubameyang |  |     |
| A                  | 14 | Brandão                   |  |     |
| Remplaçants :      |    |                           |  |     |
| Gardien de but     | 30 | Jessy Moulin              |  |     |
| D                  | 12 | Jean-Pascal Mignot        |  |     |
| D                  | 13 | Faouzi Ghoulam            |  |     |
| D                  | 26 | Moustapha Bayal           |  |     |
| M                  | 21 | Romain Hamouma            |  | 74e |
| M                  | 27 | Mathieu Bodmer            |  |     |
| M                  | 28 | Ismaël Diomandé           |  |     |
| Entraîneur :       |    |                           |  |     |
| Christophe Galtier |    |                           |  |     |

| Gardien de but     | 1  | Benoît Costil         |     |       |
| D                  | 29 | Romain Danzé          |     | 57e   |
| D                  | 25 | John Boye             |     |       |
| D                  | 3  | Chris Mavinga         |     |       |
| D                  | 5  | Jean-Armel Kana-Biyik |     |       |
| M                  | 15 | Jean II Makoun        |     |       |
| M                  | 8  | Julien Féret          |     | 90+1e |
| M                  | 26 | Vincent Pajot         | 68e |       |
| A                  | 10 | Sadio Diallo          |     |       |
| A                  | 7  | Jonathan Pitroipa     |     |       |
| A                  | 9  | Mevlüt Erding         |     | 25e   |
| Remplaçants :      |    |                       |     |       |
| Gardien de but     | 16 | Abdoulaye Diallo      |     |       |
| D                  | 4  | Onyekachi Apam        |     | 57e   |
| D                  | 20 | John Mensah           |     |       |
| D                  | 24 | Dimitri Foulquier     |     |       |
| M                  | 6  | Alou Diarra           |     |       |
| A                  | 18 | Cheick Diarra         |     | 25e   |
| A                  | 21 | Víctor Hugo Montaño   |     | 90+1e |
| Manager :          |    |                       |     |       |
| Frédéric Antonetti |    |                       |     |       |

| Homme du match : Brandão (AS Saint-Étienne) Arbitres assistants : Cyril Saint Cricq Lompre Guillaume Debart Quatrième arbitre : Olivier Thual |

## Statistiques

### Nombre d'équipes par division et par tour
| Divisions / Manches               | Premier tour | Deuxième tour | Seizièmes de finale (10 rencontres) | Huitièmes de finale | Quarts de finale | Demi- finales | Finale |
| --------------------------------- | ------------ | ------------- | ----------------------------------- | ------------------- | ---------------- | ------------- | ------ |
| Ligue 1 (clubs européens) 6 clubs | non présents | non présents  | non présents                        | 6                   | 3                | 2             |        |
| Ligue 1 (non-européens) 14 clubs  | non présents | non présents  | 14                                  | 7                   | 5                | 2             | 2      |
| Ligue 2 20 clubs                  | 20           | 11            | 5                                   | 3                   |                  |               |        |
| National 4 clubs                  | 4            | 1             | 1                                   |                     |                  |               |        |
| Total                             | 24           | 12            | 20                                  | 16                  | 8                | 4             | 2      |